# Tetraneura triangula
Tetraneura triangula är en insektsart. Tetraneura triangula ingår i släktet Tetraneura och familjen långrörsbladlöss. Inga underarter finns listade i Catalogue of Life.